# Brailleschrift
Die Brailleschrift [ˈbʁaɪ̯(l)-] ist eine Blindenschrift, die international von Blinden und stark Sehbehinderten benutzt wird, da sie Schwarzschrift nicht oder nur schwer lesen können. Sie wurde 1825 von dem Franzosen Louis Braille entwickelt. Die Schrift besteht aus Punktmustern, denen ein System von sechs Punkten zugrunde liegt, die meist von der Rückseite her in das Papier eingedrückt werden und somit von vorne als Erhöhungen mit den Fingerspitzen zu ertasten sind.

## Allgemeines

Nummerierung der Braille-Punkte

Unicode-Hexadezimalwerte in Achtpunktzeichen

Dargestellt werden die Zeichen der Brailleschrift durch tastbare Muster, denen ein Raster aus sechs Punkten zugrunde liegt, die in zwei Spalten zu je drei Punkten im Rechteck angeordnet sind. Mit den zwei mal drei Stellen von Tastpunkten sind verschiedene Ausprägungen möglich, die als Schriftzeichen fungieren, um Buchstaben, Ziffern, Leerzeichen und anderes darzustellen. 
Die Anzahl von sechs Punkten ergab sich aus der Erfahrung, dass maximal sechs Tasteindrücke gleichzeitig von den Fingern distinktiv unterschieden wahrgenommen werden können. Bei sechs (binären) Punkten ergeben sich 26 = 64 Variationen; damit sind theoretisch 64 verschiedene Muster möglich, von denen allerdings in der Praxis nicht alle als Schriftzeichen Verwendung finden.
Die Punkte einer Braillezelle werden in der linken Spalte von eins bis drei und in der rechten Spalte von vier bis sechs nummeriert – innerhalb einer Spalte jeweils von oben nach unten. Dem sind die im Bild unterhalb dargestellten Hexadezimalwerte 1-2-4 links, und 8-10-20 rechts (1016 = 1610 und 2016 = 3210) zugeordnet.
Für die Ausgabe von Texten in Brailleschrift durch den Computer werden Braillezeilen verwendet. Da für die Arbeit am Computer mehr Zeichen notwendig sind als sich mit sechs Punkten darstellen lassen, werden bei der Braillezeile noch zwei weitere Punkte je Braillezeichen hinzugefügt, so dass acht Punkte, vier in der Höhe mal zwei in der Breite, zur Verfügung stehen (Computerbraille, spezielle Implementierung: Eurobraille). Auf diese Weise erhält man 28 = 256 Variationen. Die Codierung der Standardzeichen bleibt dabei jedoch gleich, die unterste Zeile bleibt lediglich leer.
Bei der Nummerierung der Punkte eines Achtpunktzeichens bleibt die Nummerierung der oberen sechs Punkte unverändert – die beiden unteren Punkte erhalten die Nummern 7 (links) und 8 (rechts) mit entsprechenden Hexadezimalwerten 6410 = 4016 und 12810 = 8016.
Die engen Grenzen der so entstandenen Zeichensätze (64 bzw. 256 Zeichen) werden durch zwei Methoden erweitert:
1. Für viele Sprachen bzw. Fachsprachen gibt es eigene Zeichensätze (Notationen), bei denen die Bedeutung der Zeichen anders ist. Dazu zählen z. B. die Mathematikschrift, die Chemieschrift, die Musikschrift und andere. Es muss daher am Textanfang darauf hingewiesen werden, dass ein spezieller Zeichensatz folgt. Bei der normalen 6-Punkt-Brailleschrift spricht man dagegen von Literaturbraille.
2. Für ein Schwarzschriftzeichen wird eine Kombination aus Braillezeichen verwendet. Auffälligstes Beispiel hierfür ist, dass es im 6-Punkt-Braille (Basisschrift) keinen Unterschied zwischen Groß- und Kleinschreibung gibt. Ein Buchstabe wird durch die Voranstellung eines speziellen Zeichens zum Großbuchstaben erklärt.

IPA Braille ist die moderne Standardkodierung des Internationalen Phonetischen Alphabets (IPA) für Brailleschrift.

## Prägemaschinen und -geräte

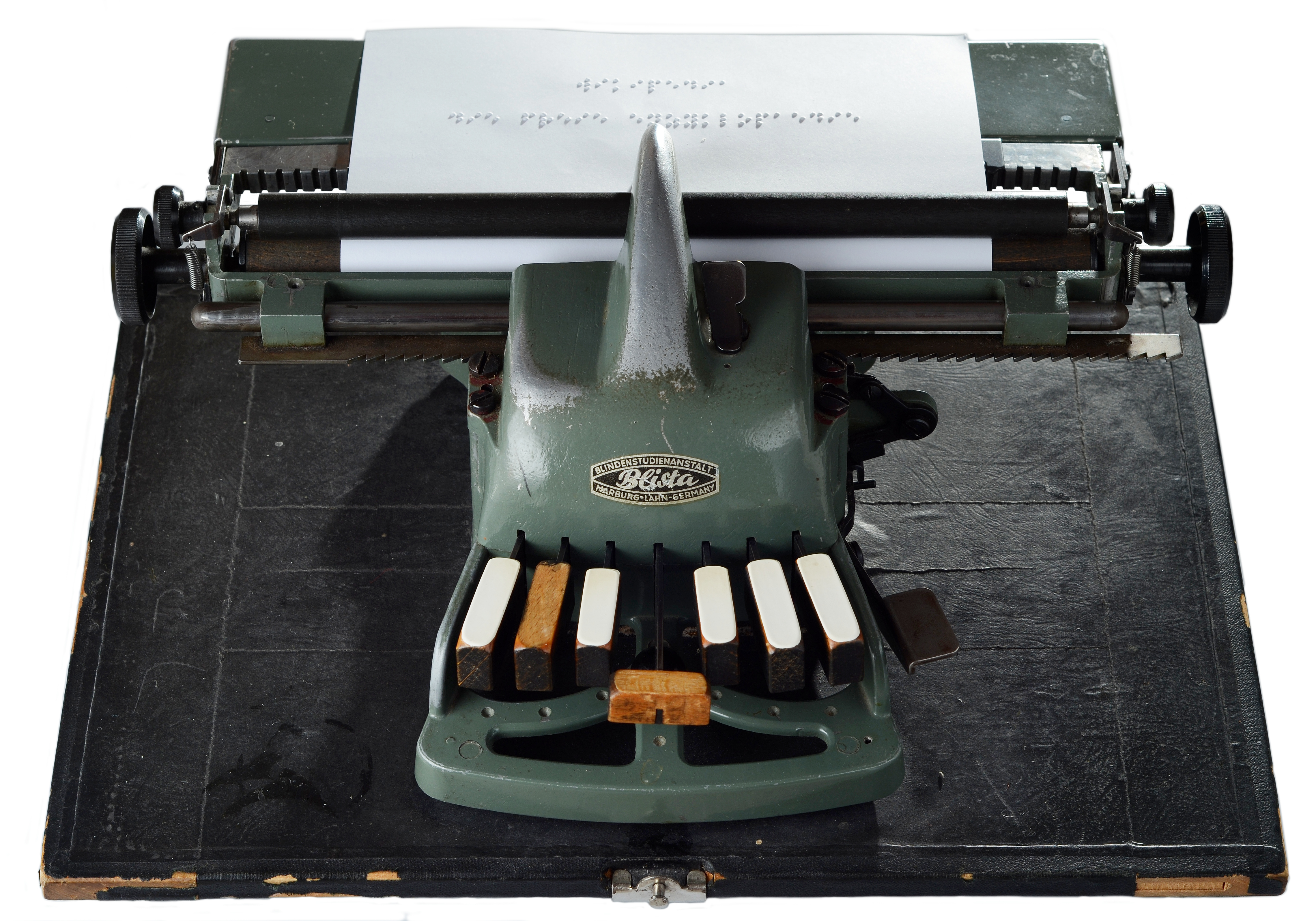
Blindenschreibmaschine (auch Bogenmaschine) zum Einprägen der Punkte in entsprechend dicke Papierbögen

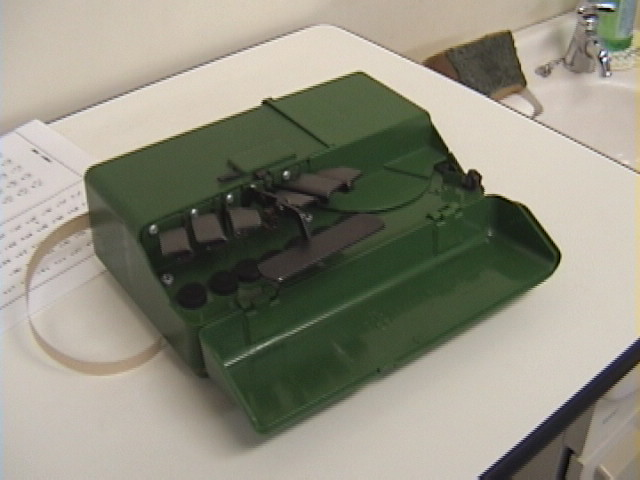
Stenomaschine – ein sehr kompaktes Modell (nach Einklappen der Leertaste kann der Deckel vorne hochgeklappt werden) zum Beschriften von speziellen Papierstreifen statt Bögen. Der Papierstreifen ist am linken Bildrand sichtbar.

Bei Benutzung von Punktschriftmaschinen sind die Tasten der Punkte gleichzeitig zu betätigen, um das entsprechende Zeichen der Codetabelle zu schreiben. Dabei befinden sich die Tasten für die Punkte eins bis drei in absteigender Reihenfolge auf der linken Seite, sowie die Tasten für die Punkte vier bis sechs aufsteigend auf der rechten Seite. Dazwischen liegt die Leertaste. Will man zum Beispiel ein R () schreiben, so muss man mit der linken Hand die Tasten [3], [2] und [1] und mit der rechten Hand die Taste [5] gleichzeitig drücken. Unterschieden wird dabei zwischen Bogenmaschinen und Stenomaschinen. Beide Maschinentypen sind inzwischen weitgehend abgelöst durch Modelle, die die Daten auf digitale Medien speichern – aber gerade wegen der Zuverlässigkeit (kein Strom notwendig etc.) sind Stenomaschinen immer noch beliebt.

### Schreibtafeln
Neben Maschinen sind auch Schreibtafeln im Gebrauch. Es handelt sich um zwei Tafeln, die mit einem Scharnier verbunden sind. Die obere Tafel hat rechteckige Aussparungen, die der Größe von sechs Punkten der Braille-Schrift entsprechen. Die untere Tafel hat grübchenförmige Vertiefungen im Abstand der sechs Braille-Punkte.

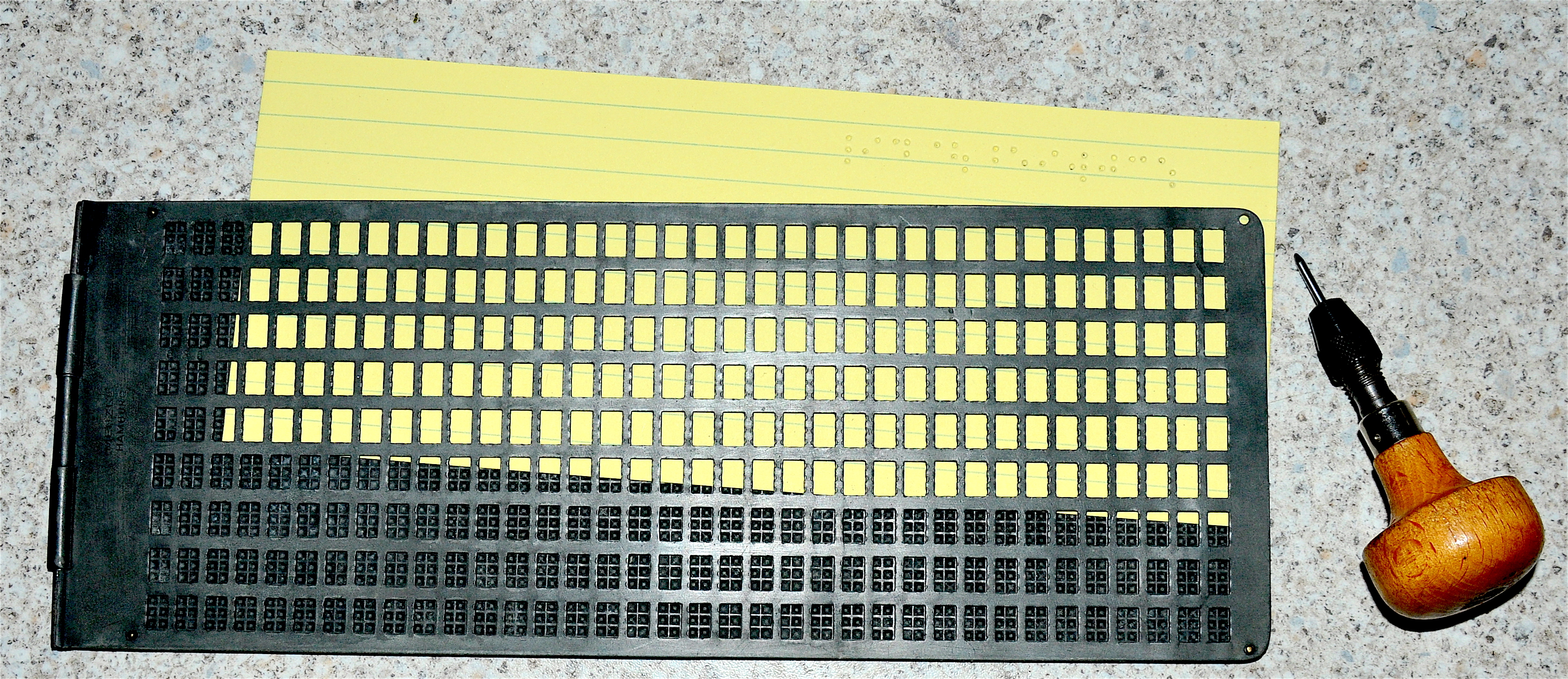
Schreibtafel für Brailleschrift mit Griffel

Zwischen die beiden Tafeln wird ein geeignetes Blatt Papier eingelegt und mit einem Metallstift werden nun die erforderlichen Punkte in das Papier „gestochen“.
Zu beachten ist, dass, um lesbare Zeichen zu erhalten, auf der Rückseite des Papiers in Spiegelschrift und von rechts nach links „gestochen“ wird.
Schreibtafeln gibt es aus Metall oder Kunststoff in verschiedenen Größen (etwa DIN A6 bis DIN A4). Sie werden von Nichtsehenden für Notizen verwendet, können aber auch zum zusätzlichen „Beschriften“ von Papieren mit „Schwarzschrift“ (Postkarten, Visitenkarten etc.) verwendet werden.

### Bandprägegeräte
Im Handel sind Prägegeräte erhältlich, die Braille-Zeichen in selbstklebende Bänder prägen. Die Prägung erfolgt meist von der Rückseite her, so dass seitenrichtig von links nach rechts gearbeitet werden kann. Die so hergestellten Bänder sind gut geeignet, um unterschiedlichste Gegenstände des täglichen Gebrauchs zu kennzeichnen. Sie werden auch im öffentlichen Raum eingesetzt, um z. B. Handläufe von Treppengeländern zu kennzeichnen.

## Codetabelle für die deutsche Sprache
Siehe Normenreferenz

### Buchstaben und Kombinationen

A oder 1
B oder 2
C oder 3
D oder 4
E oder 5
F oder 6
G oder 7
H oder 8
I oder 9
J oder 0
K
L
M
N
O
P
Q
R
S
T
U
V
W
X
Y
Z
Ä
Ö
Ü
ẞ
ST
AU
EU
EI
ÄU
IE
CH
SCH

### Symbole und Zeichen

Komma
Semikolon
Doppelpunkt
Punkt
Obelos für Division ÷
Schrägstrich veraltet für Division
Fragezeichen
Ausrufezeichen
Zahl folgt
öffnendes Anführungszeichen
schließendes Anführungszeichen
Klammern
Bindestrich
Paragraph
Apostroph

### Systematik des Punkteaufbaus
| 1 | a  | b  | c  | d  | e   | f | g | h | i | j  |
| 2 | k  | l  | m  | n  | o   | p | q | r | s | t  |
| 3 | u  | v  | x  | y  | z   | & | % | [ | ß | st |
| 4 | au | eu | ei | ch | sch | ` | ^ | ü | ö | w  |

Die ersten zehn Buchstaben (A–J) bzw. die Ziffern (0–9) nutzen nur die vier oberen der insgesamt sechs Punkte (Punkte Nr. 1, 2, 4, 5):
Die nächsten zehn Buchstaben (K–T) unterscheiden sich nur durch einen zusätzlichen Punkt unten links (Punkt Nr. 3).
Die folgenden Zeichen (darunter U–Z) unterscheiden sich wiederum durch einen zusätzlichen Punkt unten rechts (Punkt Nr. 6) neben dem unten links.
Das W () wird in Brailles Muttersprache Französisch nicht benutzt und wurde daher erst später aufgenommen, basierend auf der Grundform von j (). Es erscheint daher in dieser Übersicht erst in der vierten Zeile.
| 1 | ␠ | , | :  | ~ | "  | > |
| 2 | . | ; | +  | * | äu | ä |
| 3 | - | » | () | « | ie | # |
| 4 | ' | ? | /  | < | $  | _ |

In weiteren schwarzschriftlichen Digraphen und anderen Sonderzeichen wird nur der Punkt Nr. 6 unten rechts ergänzt und der unten links (Punkt 3) nicht gesetzt.
| () = | st ] | + ! |

Das Zeichen für öffnende runde Klammer ( steht auch für die schließende runde Klammer ) und das Gleichheitszeichen =. Je nach Stellung des Zeichens vor oder nach Buchstaben bzw. Leerzeichen wird die gemeinte Bedeutung erkennbar. Das Zeichen st steht auch für die schließende eckige Klammer ]. Außerdem sind die Zeichen für Plus + und das Ausrufezeichen ! identisch.
| , 1. | ; 2. | : 3. | / 4. | ? 5. | + 6. | ( 7. | » 8. | * 9. | « 0. |

Die Zeichen , ; : / ? + ( » * « stehen in der genannten Reihenfolge für die um eine Punktreihe tiefergestellten Ziffern 1–9 und 0 und können statt der jeweiligen Ziffer als Ordnungszahl verwendet werden; das Zahlenzeichen # ist zu setzen.

### Besonderheiten bei der Verwendung und Steuerzeichen
Das $ bezeichnet das nächste Zeichen als Großbuchstaben und steht z. B. vor Eigennamen.
Das > wird verwendet, wenn alle nachfolgenden Zeichen als Großbuchstaben betrachtet werden sollen.
Das ' (Apostroph als Aufhebungszeichen) wird verwendet, wenn die folgenden Zeichen wieder Kleinbuchstaben sein sollen. Es wird auch als Auflösungspunkt bezeichnet und dient z. B. zur Umwandlung von ss in ß.
Das # ist das Zahlenzeichen, das vor einer oder mehreren Ziffern steht. Leerzeichen, Apostroph oder andere Zeichen, die nicht mit Ziffern verwechselt werden können, beenden die Zahl. Der Apostroph wird anstelle des Leerzeichens verwendet, wenn direkt hinter der Zahl noch Buchstaben oder Satzzeichen folgen sollen, die mit Ziffern verwechselt werden können. Zahlen in Zahlengruppen werden mit dem Punkt getrennt.
In mathematischen Formeln können die Rechenzeichen durch ein Akzentzeichen (Punkt Nr. 4) angekündigt werden. In der vereinfachten Schreibweise kann das Akzentzeichen weggelassen werden, wenn es keine Verwechslungsgefahr mit anderen Zeichen gibt.
Ordnungszahlen können durch das Schreiben der Ziffern um eine Punktreihe tiefergesetzt gekennzeichnet werden. Das ist möglich, weil Ziffern zur Darstellung nur die oberen zwei Punktreihen benötigen. Der abschließende Punkt zur klassischen Kennzeichnung von Ordnungszahlen entfällt dann.
Brüche werden mit Zähler und Nenner direkt hintereinander dargestellt, der Nenner ist allerdings um eine Punktreihe nach unten verschoben. Prozent und Promille werden als Bruch 0/0 bzw. 0/00 dargestellt, dabei ist der Nenner 0 bzw. 00 wieder tiefergestellt. Als Dezimaltrennzeichen kann außer dem Komma auch der Punkt verwendet werden.

### Verkürzung der Schrift zum Zwecke der Beschleunigung
Bestrebungen, die Schrift schneller zu machen, führten zu einer Verkürzung der Wortbilder.
In der deutschen Brailleschrift werden grundsätzlich vier verschiedene Kürzungsgrade für Literaturbraille unterschieden.

Der Name Helen Keller in Vollschrift und Basisschrift: ⠓⠑⠇⠑⠝⠀⠅⠑⠇⠇⠑⠗

BasisschriftHier entspricht im Allgemeinen jeder Buchstabe einem Braillezeichen. Es gibt nur Kleinbuchstaben, weswegen Großbuchstaben, Ziffern oder Akzentbuchstaben durch Voranstellen bestimmter Zeichen zu solchen erklärt werden.
VollschriftAcht Buchstabengruppen der deutschen Sprache (au ei eu äu ie ch sch st) werden durch eigene Braillezeichen ersetzt. Dadurch verkürzt sich der Text gegenüber der Basisschrift um etwa 5 % bis 10 %. Die Vollschrift ist die Grundstufe für den Erwerb der deutschen Brailleschrift.
KurzschriftDie Kurzschrift ist vergleichbar mit der Stenografie in der Schwarzschrift (z. B. steht u für und). Der Text wird dabei um etwa 30 % bis 40 % gegenüber der Vollschrift verkürzt. Geübte Blinde können diese Kurzschrift fast im selben Tempo lesen wie Sehende Schwarzschrift.
BlindenstenografieKompliziertes Regelwerk zur Verkürzung von Wörtern, Redewendungen und ganzen Sätzen, um gesprochene Sprache mitschreiben zu können. Die Braille-Stenografie beherrschen nur wenige ausgebildete Blinde. Teilweise wird mit Sieben- oder Acht-Punkt-Systemen gearbeitet.
Die Kurzschrift wird am häufigsten zur Erstellung von Druckerzeugnissen in Brailleschrift (80 bis 85 %) und bei Mitschriften blinder Menschen mit der Punktschriftmaschine eingesetzt.
Ein Zeichen in Brailleschrift ist etwa 6 mm lang und 4 mm breit, so dass die Tastschärfe von trainierten Menschen nicht unterschritten wird. Die Punkthöhe (Erhebung) soll 0,4 mm nicht unterschreiten, damit die Zeichen taktil erfassbar bleiben.

#### Lese-Leistung

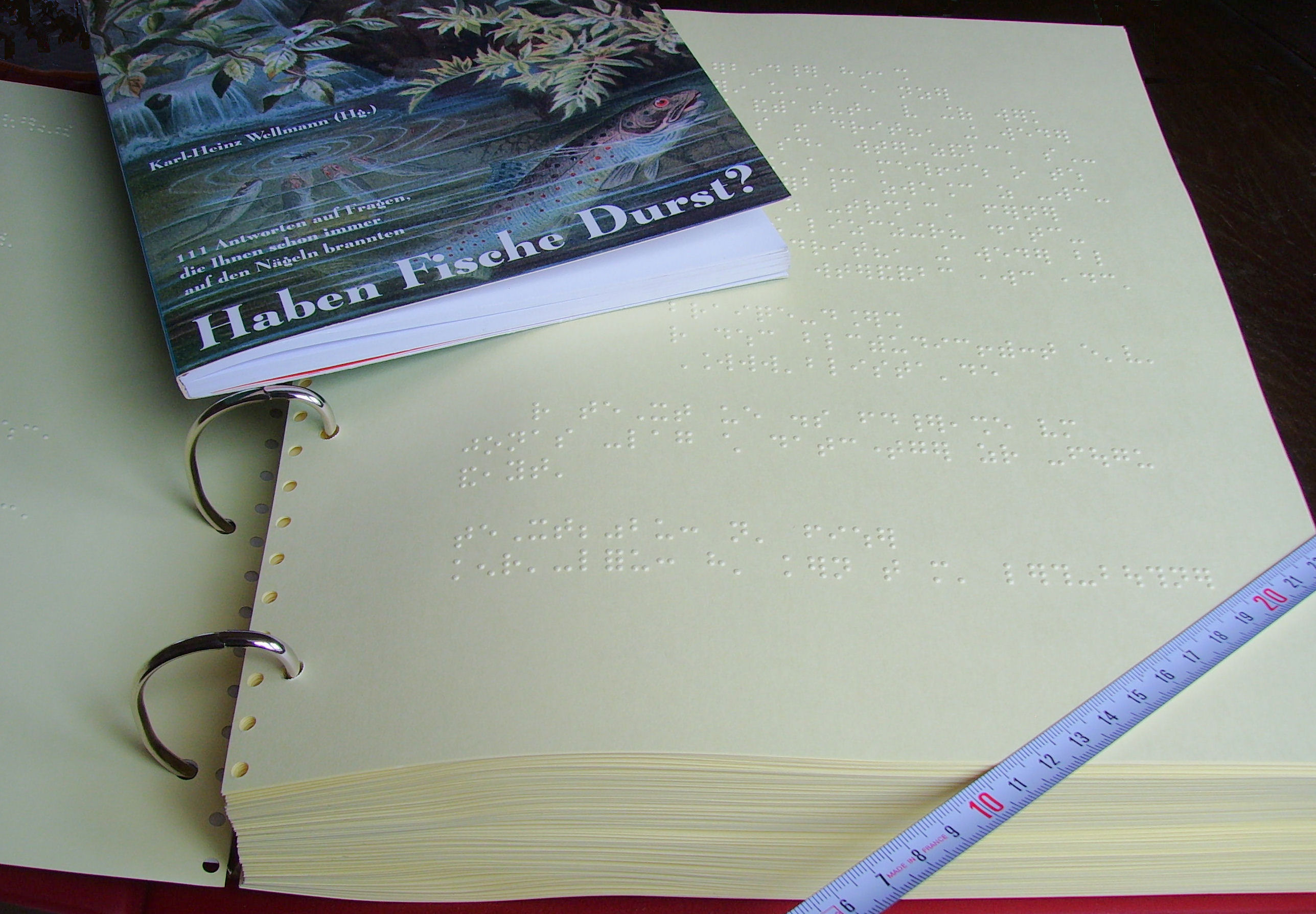
Ein Buch in Brailleschrift und darauf die textgleiche Originalausgabe für Sehende

Erfahrene Braille-Leser können etwa 100 Wörter pro Minute lesen. Zum Vergleich: sehende Leser schaffen etwa 250 bis 300 Wörter pro Minute.

#### Kurzschrift
Die Kürzungen erweitern das Inventar der Vollschrift und sollen dort nur innerhalb von Morphemen erfolgen. Es gibt einige Doppelbelegungen, die durch Markierungszeichen aufgelöst werden sollen bzw. derentwegen manche Kürzungen nur an bestimmten Stellen im Wort möglich sind.
| Sigel | Lautgruppe | Anlaut | Inlaut | Auslaut | Doppelbelegung                        |
| ----- | ---------- | ------ | ------ | ------- | ------------------------------------- |
| ⠰     | ach        | Nein   | Ja     | Ja      | < (Korrekturzeichen)                  |
| ⠒     | al         | Ja     | Ja     | Nein    | :                                     |
| ⠖     | an         | Ja     | Ja     | Nein    | +                                     |
| ⠴     | ar         | Ja     | Ja     | Nein    | «, “ (schließendes Anführungszeichen) |
| ⠐ · ⠝ | ation      | Nein   | Ja     | Ja      | ~n                                    |
| ⠐ · ⠧ | ativ       | Nein   | Ja     | Ja      | ~v                                    |
| ⠡     | au         | Ja     | Ja     | Ja      |                                       |
| ⠌     | äu         | Ja     | Ja     | Ja      |                                       |
| ⠆     | be         | Ja     | Ja     | Nein    | ;                                     |
| ⠹     | ch         | Ja     | Ja     | Ja      |                                       |
| ⠨     | ck         | Nein   | Ja     | Ja      | $                                     |
| ⠶     | eh         | Nein   | Ja     | Nein    | (, ) (Klammer)                        |
| ⠩     | ei         | Ja     | Ja     | Ja      |                                       |
| ⠫     | ein        | Ja     | Ja     | Ja      | `                                     |
| ⠽     | el         | Ja     | Ja     | Ja      | y                                     |
| ⠷     | em         | Ja     | Ja     | Ja      | [                                     |
| ⠉     | en         | Ja     | Ja     | Ja      | c                                     |
| ⠻     | er         | Ja     | Ja     | Ja      | ^                                     |
| ⠿     | es         | Ja     | Ja     | Ja      | %                                     |
| ⠣     | eu         | Ja     | Ja     | Ja      |                                       |
| ⠭     | ex         | Ja     | Nein   | Nein    | x, mm                                 |
| ⠯     | ge         | Ja     | Ja     | Ja      | &                                     |
| ⠼     | ich        | Nein   | Ja     | Ja      | #                                     |
| ⠬     | ie         | Nein   | Ja     | Ja      |                                       |
| ⠘     | ig         | Nein   | Ja     | Ja      | >                                     |
| ⠔     | in         | Ja     | Ja     | Ja      | *                                     |
| ⠐ · ⠊ | ismus      | Nein   | Ja     | Ja      | ~i                                    |
| ⠐ · ⠱ | istisch    | Nein   | Ja     | Ja      | ~sch                                  |
| ⠐ · ⠜ | ität       | Nein   | Ja     | Ja      | ~ä                                    |
| ⠸     | lich       | Nein   | Ja     | Ja      | _                                     |
| ⠟     | ll         | Nein   | Ja     | Ja      | q, pro                                |
| ⠭     | mm         | Nein   | Ja     | Ja      | x, ex                                 |
| ⠢     | or         | Ja     | Ja     | Nein    | ?                                     |
| ⠟     | pro        | Ja     | Nein   | Nein    | q, ll                                 |
| ⠱     | sch        | Ja     | Ja     | Ja      |                                       |
| ⠮     | ss         | Nein   | Ja     | Ja      | ß                                     |
| ⠾     | st         | Ja     | Ja     | Ja      |                                       |
| ⠦     | te         | Nein   | Ja     | Ja      | », „ (öffnendes Anführungszeichen)    |
| ⠪     | un         | Ja     | Ja     | Ja      | ö                                     |

## Andere Brailleschriften

### Brailleschriften für spezielle Inhalte
Für spezielle Themen gibt es eigene Brailleschriften, so z. B. die Braille-Musikschrift, die Braille-Schaltungsschrift, die Braille-Schachschrift und die Braille-Strickschrift.

### Braille für andere Schriften
Neben zusätzlichen Belegungen für Zeichen mit Diakritika gibt es auch Übertragungen der Brailleschrift auf andere Schriftsysteme als das lateinische. Für die Alphabete der russischen oder griechischen Sprache werden die Zeichen entsprechend ihrer Transliteration in das lateinische Schriftsystem, also unabhängig von ihrer Reihenfolge im Alphabet, übertragen.
Für anders strukturierte Schriften, wie z. B. Japanisch, Koreanisch oder Tibetisch, wurden die Zeichen jedoch komplett neu zugeordnet. So wird zum Beispiel in der Japanischen Brailleschrift jeder Silbe der Kana jeweils ein eigenes Zeichen zugeordnet.

## Braillezeichen in Unicode / UTF-8
Unicode ist heute (Stand 2011) praktisch auf jedem Computersystem verfügbar.
Da die Braillezeichen in Unicode vorhanden sind, ist eine Darstellung der Braillezeichen auf Bildschirmen etc. problemlos möglich. Die Unicode-Zeichen sind also vorteilhaft für die Darstellung von Brailleschrift für Sehende – dem Blinden selbst nutzt der Unicode nur wenig (Beispielsweise Ausdrucke auf Schwellpapier in Ausnahmefällen).

In Unicode werden die aus sechs Punkten bestehenden Braillezeichen durch die Zeichennummern U+2800 bis U+283F (hexadezimale Schreibweise) repräsentiert.
Dies sind einschließlich des Leerzeichens 64 Zeichen.
Die Reihenfolge der Zeichen wurde so definiert, dass jeder Punkt eines Braillezeichens einem gesetzten Bit entspricht.
Dabei ist die Reihenfolge der Bits wie oben beschrieben (siehe Abb. „Nummerierung“).
Ein Zeichen ist damit also durch #×2800 + Wert der Punkte codiert. Die Reihenfolge der in Unicode codierten Zeichen weicht damit erheblich von der in Absatz #Systematik des Punkteaufbaus dargestellten ab.
|        | .0       | .1         | .2       | .3         | .4       | .5       | .6       | .7       | .8       | .9         | .A         | .B         | .C       | .D       | .E       | .F       |
| U+280. | ⠀ Leerz. | ⠁ A oder 1 | ⠂ U+2802 | ⠃ B oder 2 | ⠄ U+2804 | ⠅ K      | ⠆ U+2806 | ⠇ L      | ⠈ U+2808 | ⠉ C oder 3 | ⠊ I oder 9 | ⠋ F oder 6 | ⠌ U+280C | ⠍ M      | ⠎ S      | ⠏ P      |
| U+281. | ⠐ U+2810 | ⠑ E oder 5 | ⠒ U+2812 | ⠓ H oder 8 | ⠔ U+2814 | ⠕ O      | ⠖ U+2816 | ⠗ R      | ⠘ U+2818 | ⠙ D oder 4 | ⠚ J oder 0 | ⠛ G oder 7 | ⠜ Ä      | ⠝ N      | ⠞ T      | ⠟ Q      |
| U+282. | ⠠ U+2820 | ⠡ U+2821   | ⠢ U+2822 | ⠣ U+2823   | ⠤ U+2824 | ⠥ U      | ⠦ U+2826 | ⠧ V      | ⠨ U+2828 | ⠩ U+2829   | ⠪ Ö        | ⠫ U+282B   | ⠬ U+282C | ⠭ X      | ⠮ ß      | ⠯ U+282F |
| U+283. | ⠰ U+2830 | ⠱ U+2831   | ⠲ U+2832 | ⠳ Ü        | ⠴ U+2834 | ⠵ Z      | ⠶ U+2836 | ⠷ U+2837 | ⠸ U+2838 | ⠹ U+2839   | ⠺ W        | ⠻ U+283B   | ⠼ U+283C | ⠽ Y      | ⠾ U+283E | ⠿ U+283F |
| U+284. | ⡀ U+2840 | ⡁ U+2841   | ⡂ U+2842 | ⡃ U+2843   | ⡄ U+2844 | ⡅ U+2845 | ⡆ U+2846 | ⡇ U+2847 | ⡈ U+2848 | ⡉ U+2849   | ⡊ U+284A   | ⡋ U+284B   | ⡌ U+284C | ⡍ U+284D | ⡎ U+284E | ⡏ U+284F |
| U+285. | ⡐ U+2850 | ⡑ U+2851   | ⡒ U+2852 | ⡓ U+2853   | ⡔ U+2854 | ⡕ U+2855 | ⡖ U+2856 | ⡗ U+2857 | ⡘ U+2858 | ⡙ U+2859   | ⡚ U+285A   | ⡛ U+285B   | ⡜ U+285C | ⡝ U+285D | ⡞ U+285E | ⡟ U+285F |
| U+286. | ⡠ U+2860 | ⡡ U+2861   | ⡢ U+2862 | ⡣ U+2863   | ⡤ U+2864 | ⡥ U+2865 | ⡦ U+2866 | ⡧ U+2867 | ⡨ U+2868 | ⡩ U+2869   | ⡪ U+286A   | ⡫ U+286B   | ⡬ U+286C | ⡭ U+286D | ⡮ U+286E | ⡯ U+286F |
| U+287. | ⡰ U+2870 | ⡱ U+2871   | ⡲ U+2872 | ⡳ U+2873   | ⡴ U+2874 | ⡵ U+2875 | ⡶ U+2876 | ⡷ U+2877 | ⡸ U+2878 | ⡹ U+2879   | ⡺ U+287A   | ⡻ U+287B   | ⡼ U+287C | ⡽ U+287D | ⡾ U+287E | ⡿ U+287F |
| U+288. | ⢀ U+2880 | ⢁ U+2881   | ⢂ U+2882 | ⢃ U+2883   | ⢄ U+2884 | ⢅ U+2885 | ⢆ U+2886 | ⢇ U+2887 | ⢈ U+2888 | ⢉ U+2889   | ⢊ U+288A   | ⢋ U+288B   | ⢌ U+288C | ⢍ U+288D | ⢎ U+288E | ⢏ U+288F |
| U+289. | ⢐ U+2890 | ⢑ U+2891   | ⢒ U+2892 | ⢓ U+2893   | ⢔ U+2894 | ⢕ U+2895 | ⢖ U+2896 | ⢗ U+2897 | ⢘ U+2898 | ⢙ U+2899   | ⢚ U+289A   | ⢛ U+289B   | ⢜ U+289C | ⢝ U+289D | ⢞ U+289E | ⢟ U+289F |
| U+28A. | ⢠ U+28A0 | ⢡ U+28A1   | ⢢ U+28A2 | ⢣ U+28A3   | ⢤ U+28A4 | ⢥ U+28A5 | ⢦ U+28A6 | ⢧ U+28A7 | ⢨ U+28A8 | ⢩ U+28A9   | ⢪ U+28AA   | ⢫ U+28AB   | ⢬ U+28AC | ⢭ U+28AD | ⢮ U+28AE | ⢯ U+28AF |
| U+28B. | ⢰ U+28B0 | ⢱ U+28B1   | ⢲ U+28B2 | ⢳ U+28B3   | ⢴ U+28B4 | ⢵ U+28B5 | ⢶ U+28B6 | ⢷ U+28B7 | ⢸ U+28B8 | ⢹ U+28B9   | ⢺ U+28BA   | ⢻ U+28BB   | ⢼ U+28BC | ⢽ U+28BD | ⢾ U+28BE | ⢿ U+28BF |
| U+28C. | ⣀ U+28C0 | ⣁ U+28C1   | ⣂ U+28C2 | ⣃ U+28C3   | ⣄ U+28C4 | ⣅ U+28C5 | ⣆ U+28C6 | ⣇ U+28C7 | ⣈ U+28C8 | ⣉ U+28C9   | ⣊ U+28CA   | ⣋ U+28CB   | ⣌ U+28CC | ⣍ U+28CD | ⣎ U+28CE | ⣏ U+28CF |
| U+28D. | ⣐ U+28D0 | ⣑ U+28D1   | ⣒ U+28D2 | ⣓ U+28D3   | ⣔ U+28D4 | ⣕ U+28D5 | ⣖ U+28D6 | ⣗ U+28D7 | ⣘ U+28D8 | ⣙ U+28D9   | ⣚ U+28DA   | ⣛ U+28DB   | ⣜ U+28DC | ⣝ U+28DD | ⣞ U+28DE | ⣟ U+28DF |
| U+28E. | ⣠ U+28E0 | ⣡ U+28E1   | ⣢ U+28E2 | ⣣ U+28E3   | ⣤ U+28E4 | ⣥ U+28E5 | ⣦ U+28E6 | ⣧ U+28E7 | ⣨ U+28E8 | ⣩ U+28E9   | ⣪ U+28EA   | ⣫ U+28EB   | ⣬ U+28EC | ⣭ U+28ED | ⣮ U+28EE | ⣯ U+28EF |
| U+28F. | ⣰ U+28F0 | ⣱ U+28F1   | ⣲ U+28F2 | ⣳ U+28F3   | ⣴ U+28F4 | ⣵ U+28F5 | ⣶ U+28F6 | ⣷ U+28F7 | ⣸ U+28F8 | ⣹ U+28F9   | ⣺ U+28FA   | ⣻ U+28FB   | ⣼ U+28FC | ⣽ U+28FD | ⣾ U+28FE | ⣿ U+28FF |

In Unicode wurde der Zeichenvorrat von Braille auf 256 erweitert, indem unter den Block aus sechs Punkten noch weitere zwei Punkte eingefügt wurden (bei Braillezeilen werden ebenfalls meist 8 Punkte dargestellt).
Die Zeichen mit 8 Punkten (U+2840 bis U+28FF) sind in der Tabelle farblich abgesetzt dargestellt.

## Mit Brailleschrift erstellte Inhalte

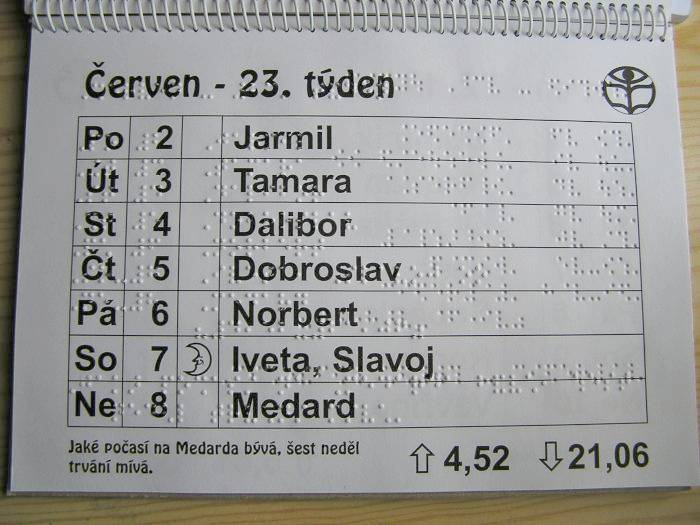
Tschechischer Braille-Kalender

Tastbares Reliefmodell der Wittenberger Altstadt am dortigen Marktplatz

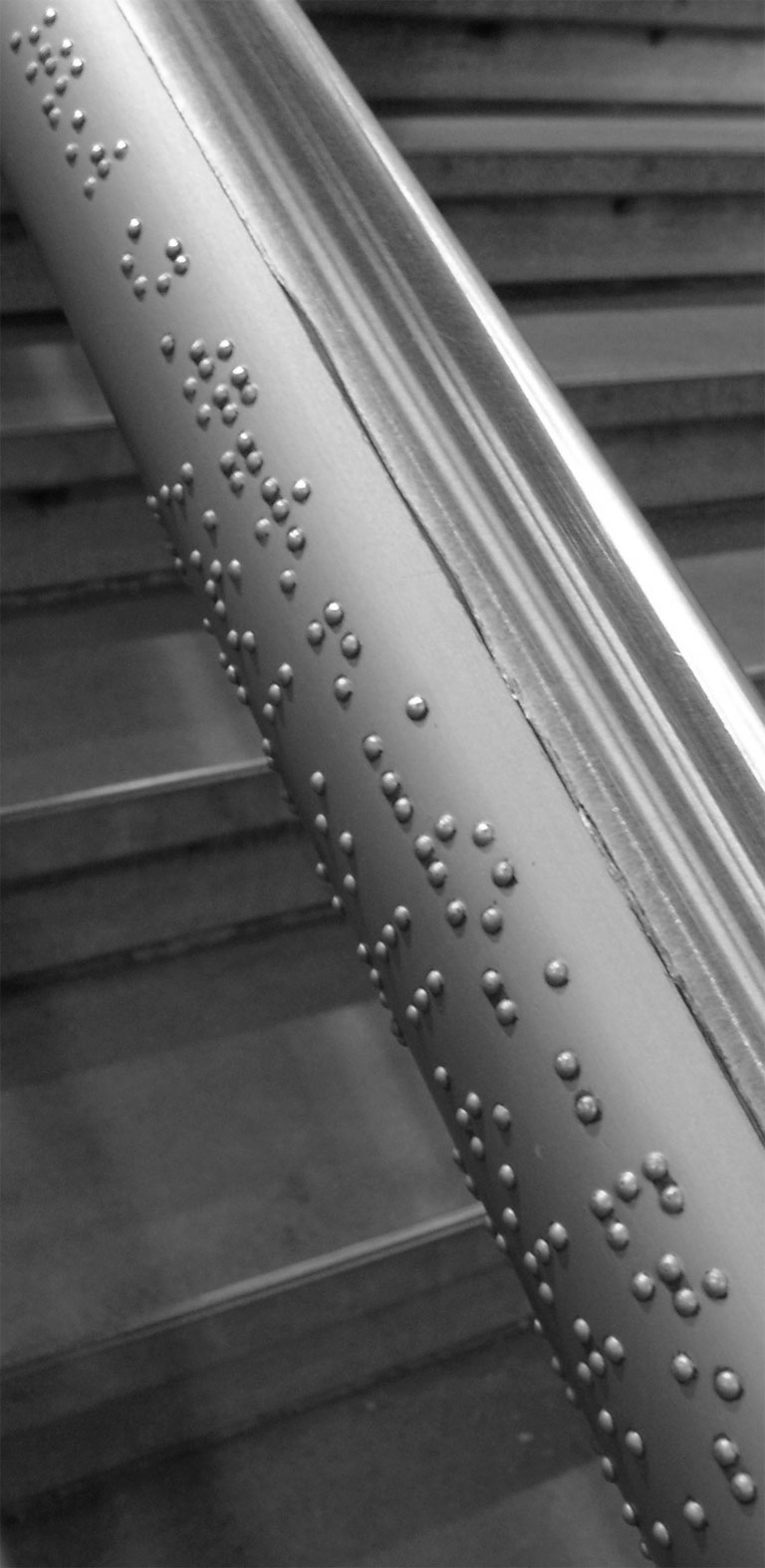
Handlaufbeschriftung einer Treppe im Hamburger Hauptbahnhof. Die Zeilen werden im Bild von rechts unten nach links oben gelesen. Die zweite und dritte Zeile lauten: KIR(CH)ENALLEE LINKS und CITY:MÖNCKEBERG(ST)RAẞE RE(CH)TS.

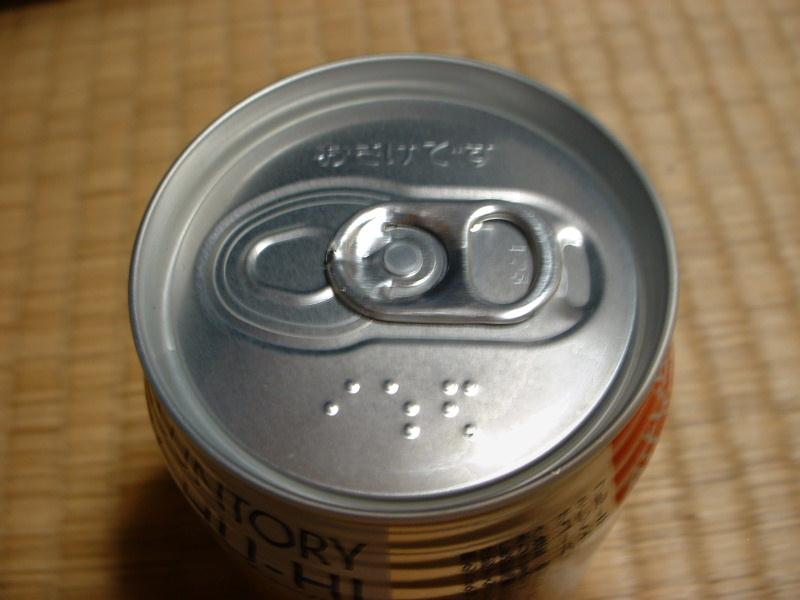
Sake-Getränkedose mit drei japanischen Braille-Zeichen (o-sa-ke für Alkohol/Sake) am Deckel erhaben herausgeprägt (2004)

Das inhaltliche Angebot in Brailleschrift umfasst ein weites Spektrum unterschiedlichster Werke. Es reicht von klassischer und moderner Literatur, über Fachbücher bis hin zu unterschiedlichster Pornografie. Es existieren auch Zeitschriften zu unterschiedlichsten Themenbereichen. So veröffentlichte z. B. der Playboy in den Jahren von 1970 bis 1985 sein Magazin auch in Brailleschrift.
In Deutschland gibt es eine Pflicht zur Kennzeichnung von Medikamentenverpackungen in Brailleschrift.
In Brailleschrift angefertigte Schriftstücke werden von der Deutschen Post als Blindensendung kostenlos befördert.

### Schriftarten
- Liste der UTF-8 Zeichen (U+2800–U+28FF) bei utf8-zeichentabelle.de
- Schriftart „Blistabraille“ zum Download für die Anzeige am PC
- Font „Braille“ für Braillezeichen, gemäß dem Unicode-Standard (Link direkt zur TTF-Datei zum Download)

### Spezielle Braille-Zeichensätze
- Das Neue internationale Handbuch der Braillenotenschrift (1998) erläutert die Musiknotation
- Computerbraille und Eurobraille
- Blindenschrift für die russische Sprache